# Ternopil
Ternopil (ukrajinsko Тернопіль, latinizirano: Ternopil', rusko Тернополь), do leta 1944 znan predvsem po poljskem imenu Tarnopol, je mesto na zahodu Ukrajine, ob zgornjem toku reke Seret, 115 km vzhodno od Lvova.
Mesto je upravno središče Ternopilske oblasti in sedež istoimenske mestne občine (Тернопільська міська громада) v okviru  Ternopilskega rajona (okraja). Ternopil je eno večjih mest zahodne Ukrajine in središče zgodovinskih regij Galicije in Podolje. 

## Etimologija
Poljski toponim Tarnopol je sestavljanka iz priimka ustanovitelja Tarnowskega in grškega poimenovanja za mesto »polis« in tako pomeni »Tarnovo mesto«.

## Zgodovina
Ternopil se kot Tarnopol v pisnih virih prvič omenja leta 1540, ko je kralj Sigismund I. Janu Amorju Tarnowskemu, poljskemu plemiču in hetmanu, izdal ustanovno listino za novo mesto s trdnjavo na bregu reke Seret.
Trdnjava je bila zgrajena za zaščito jugovzhodnih meja poljskega kraljestva pred napadi Krimskih Tatarov.
Leta 1570 je mesto prešlo pod oblast rodbine Ostrogski, leta 1623 pa rodbine Zamoyski. Med poljsko-kozaško vojno (1648 - 1657), ki je privedla do ustanovitve kozaškega hetmanata v Ukrajini, so se številni prebivalci mesta pridružili vrstam kozakov. Med poljsko-otomansko vojno (1672–1676) je Tarnopol leta 1675 skoraj popolnoma uničila turška vojska pod poveljstvom Ibrahim Shishman paše, zatem pa ga je obnovil Aleksander Koniecpolski. Leta 1772, po prvi delitvi poljsko-litovske unije, je mesto prešlo pod Sveto rimsko cesarstvo. Leta 1809, po vojni pete koalicije, je mesto prišlo pod rusko vladavino, vključeno je bilo v novoustanovljeno Ternopilsko oblast, vendar se je leta 1815 vrnilo pod Habsburžane, v skladu z določbami Dunajskega kongresa. Leta 1870 je bila zgrajena železnica, ki je mesto povezala z Lvovom.
Med prvo svetovno vojno je mesto večkrat menjalo strani, dokler niso leta 1917 mesto in trdnjavo požgale umikajoče ruske čete. Po razpadu Avstro-Ogrske je bilo mesto 11. novembra 1918 razglašeno za del Zahodne ukrajinske ljudske republike, ko pa so poljske enote med poljsko-ukrajinsko vojno zasedle Lvov, je Ternopil postal začasna prestolnica države. Po združitvi Zahodne ukrajinske republike in Ukrajinske ljudske republike so tudi Ternopil zajele poljske enote. Julija in avgusta 1920 je Rdeča armada v obdobju poljsko-sovjetske vojne zavzela Ternopil in mesto je postalo glavno mesto kratkotrajne Galicijske sovjetske socialistične republike. Po določilih mirovne pogodbe iz Rige (1921), s katero se je končala poljsko-sovjetska vojna, je območje mesta ostalo pod poljskim nadzorom.
Po sovjetski invaziji na Poljsko leta 1939 je bil Ternopil vključen v Ukrajinsko sovjetsko socialistično republiko, kot del Ternopilske oblasti. 
2. julija 1941 je mesto zasedla nacistična Nemčija. Do julija 1943 je bilo pobitih 10.000 Judov iz Ternopilskega geta, še 6.000 drugih jih je bilo zajetih in večinoma odpeljanih v koncentracijsko taborišče Belzec pri Lublinu na Poljskem, nekaj sto drugih pa v delovna taborišča. Mnogi Ukrajinci so bili poslani na prisilno delo v Nemčijo.
Med drugo svetovno vojno je bila ukrajinska uporniška armada aktivna v ternopilski regiji in se je borila za neodvisnost Ukrajine proti nacistom, poljski Armiji Krajowa, ljudski armadi Poljske ter Sovjetom. Med sovjetsko ofenzivo marca in aprila 1944 je mesto skoraj popolnoma uničila artilerija. Po koncu druge svetovne vojne so sovjetske oblasti ugotavljale, da je uničenih 85% vseh mestnih stanovanj.
Po Potsdamski konferenci leta 1945 so bile povrnjene predvojne meje Poljske in Ternopil je bil vključen v Ukrajinsko SSR Sovjetske zveze. Številni pripadniki avtohtone poljske etnične manjšine v Ukrajini so bili že v medvojnih spopadih pobiti, preostali pa so bili prisilno izgnani v povojno Poljsko.
V naslednjih desetletjih je bil Ternopil obnovljen v slogu socialistične arhitekture, od zgodovinskih stavb pa jih je bilo obnovljenih le nekaj, na lokaciji mestne trdnjave, simbola mesta, upodobljene tudi na mestnem grbu in zastavi, pa je bila zgrajena nova stavba.
Po razpadu Sovjetske zveze je Ternopil postal del neodvisne Ukrajine in ima status mesta regionalnega pomena. 31. decembra 2013 je bila razpuščena 11. artilerijska brigada, naslednica artilerijskih enot, ki so bile v mestu stacionirane od leta 1949.
Leta 2020 je bil Ternopil del ukrajinske upravne reforme, s katero se je zmanjšalo število rajonov Ternopilske oblasti na tri, mesto samo pa je bilo vključeno v Ternopilski rajon.

## Industrija
V Ternopilu so obrati lahke industrije, živilske industrije in proizvodnje radijsko-elektronskih aparatov, pa tudi gradbene industrije. V obdobju Sovjetske zveze in malo po njem sta v mestu delovali tovarna kmetijskih strojev (Тернопільський комбайновий завод) in tovarna keramičnih izdelkov.

## Promet
Mesto ima dobro razvit prometni sistem, s povezavami do večjih železniških postaj v Ukrajini in se nahaja ob avtocesti (t.i. »cesti enotnosti«)  z oznako M30, ki je pred vojno povezovala Lvovsko in Lugansko oblast. Mestni promet (trolejbusne in avtobusne linije) dopolnjuje tudi možnost plovbe z manjšimi plovili po akumulacijskem jezeru, kar je zanimivo tudi za turiste. V bližini mesta je mednarodno letališče Ternopil, ki je od leta 2010 zaprto in je zaradi vojnih razmer prenehalo s komercialnim obratovanjem.

## Mednarodno povezovanje

### Pobratena mesta
- Erftstadt, Nemčija (2023)[13]
- Sliven, Bolgarija
- Yonkers, ZDA (1991)[14]
- Elbląg, Poljska (1992)[15][16]
- Chorzów, Poljska
- Prudentopolis, Brazilija
- Batumi, Gruzija[17]

### Nekdanja pobratena mesta
- Tarnów, Poljska
- Pinsk, Belorusija

Junija 2021 se je vodstvo poljskega mesta Tarnów odločilo za preklic pobratenja z Ternopilom zaradi poimenovanja stadiona v Ternopilu po Romanu Šuheviču, voditelju ene od ukrajinskih vojaških enot, odgovorne za poboj poljakov v Voliniji v vzhodni Galiciji (med 1943 in 1945). Junija 2022 je vodstvo Ternopila zaradi ruske invazije in napada z ozemlja Belorusije preklicalo pobratenje z mestom Pinsk.

## Znane osebnosti, rojene v Ternopilu
- Adelma Vay de Vaya, avstro-ogrska pisateljica, homeopatinja